# SpaceX Crew-10
SpaceX Crew-10 war ein bemannter NASA-Raumflug mit einem Crew-Dragon-Raumschiff im Rahmen des Commercial-Crew-Programms. Die Mission begann am 14. März 2025 um 23:03 Uhr UTC mit dem Start auf einer Falcon 9 von SpaceX zur Internationalen Raumstation (ISS).

## Besatzung
- Anne McClain, Kommandantin, 2. Raumflug (USA/NASA)
- Nichole Ayers, Pilotin, 1. Raumflug (USA/NASA)
- Takuya Ōnishi, Missionsspezialist, 2. Raumflug (Japan/JAXA)
- Kirill Peskow, Missionsspezialist, 1. Raumflug (Russland/Roskosmos)[3]

## Mission
Ursprünglich für Februar 2025 geplant, wurde der Start der Crew-10-Mission um einen Monat auf frühestens Ende März verschoben, weil es Probleme mit den Batterien des Raumschiffs gab, einer neuen Crew Dragon mit der Seriennummer C213. Im Februar 2025 entschied die NASA dann, die Crew Dragon C210 zu verwenden, die eigentlich für die Axiom Mission 4 vorgesehen war.
Ein erster Startversuch am 12. März wurde während des Countdowns wegen Problemen mit der Hydraulik der Startvorrichtung abgebrochen. Der erfolgreiche Start erfolgte schließlich am 14. März 2025 um 23:03 Uhr UTC.
Vor der Rückkehr des Crew-9-Raumschiffs gab es eine Übergabe durch dessen Besatzung Nick Hague, Alexander Gorbunow, Barry Wilmore und Sunita Williams. Die Astronauten der SpaceX Crew-10 wurden dann Teil der ISS-Expedition 73.